# Музей історії зброї
Музей історії зброї — приватний музей в Запоріжжі, розташований за адресою: Соборний проспект, 189. У музеї представлено широкий спектр холодної та вогнепальної зброї: від зброї кам'яної доби до автоматів Другої світової війни. Музей надає безкоштовний вхід учасникам будь-яких бойових дій.

## Історія
Музей відкритий 7 липня 2004 року. В основу музейної експозиції лягла приватна колекція генерального директора НВК ТОВ «Діана-92» Віталія Григоровича Шлайфера. Основною темою експозиції є історія виникнення і розвитку зброї. Хронологічні межі експонатів, представлених в музеї, охоплюють величезний проміжок часу — від середнього палеоліту (40—15 тис. років тому) до другої половини ХХ ст. На момент відкриття музей налічував понад 2000 одиниць холодної та вогнепальної зброї. До 2008 року число експонатів збільшилося до 3500, а 2011 року відвідувачам представлено понад 4000 предметів.

## Експозиція

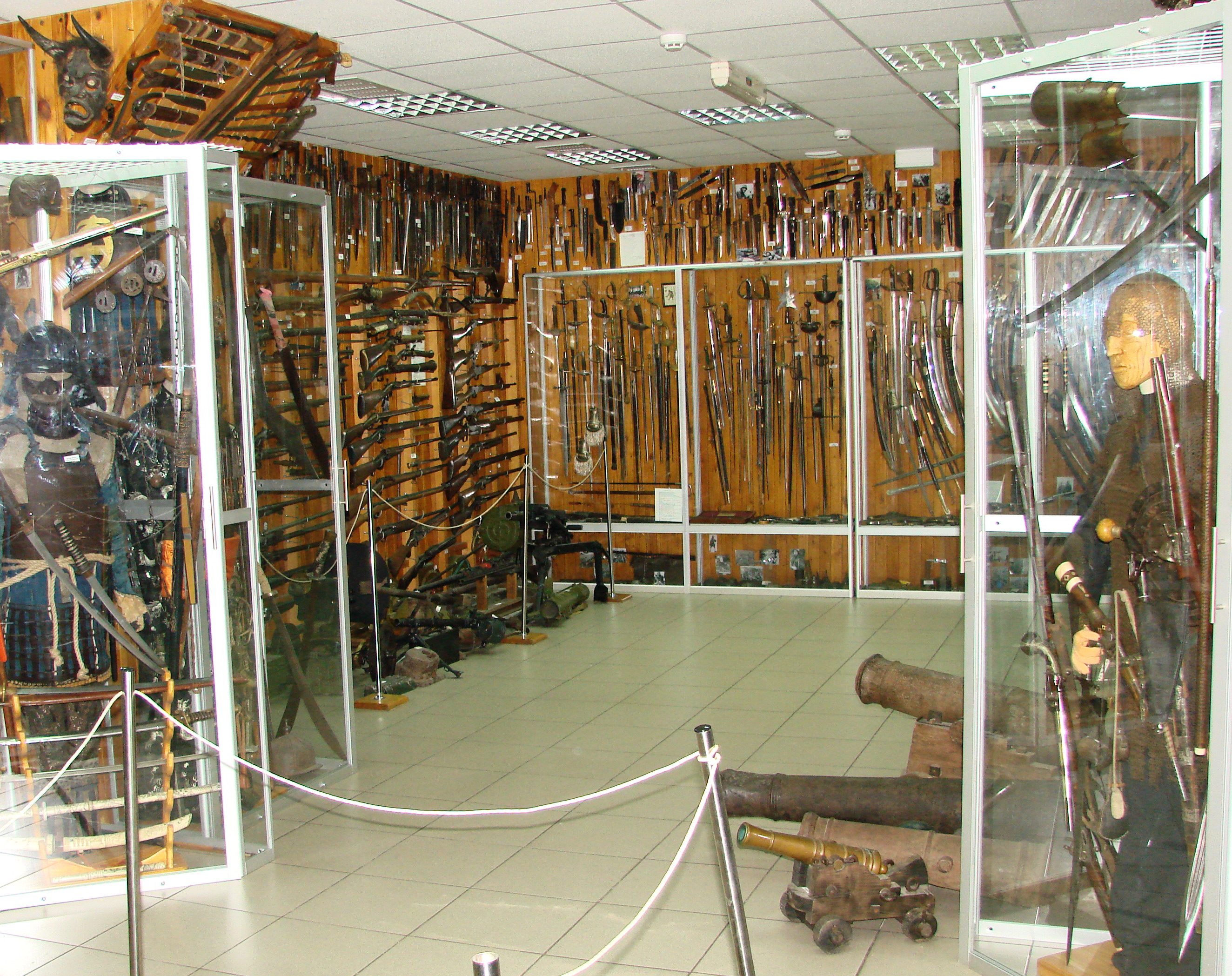
Один із залів музею

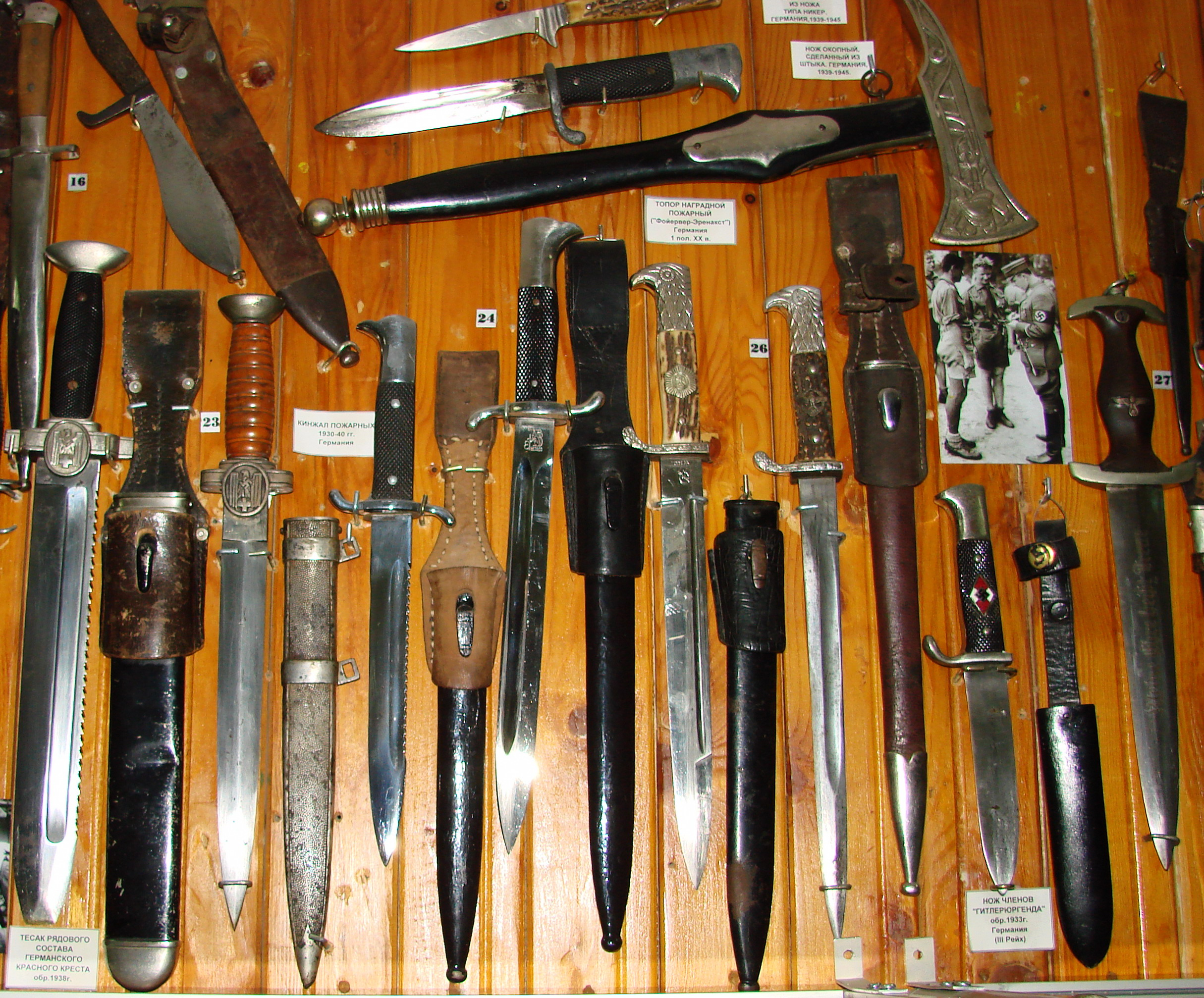
Холодна зброя часів Третього Рейху

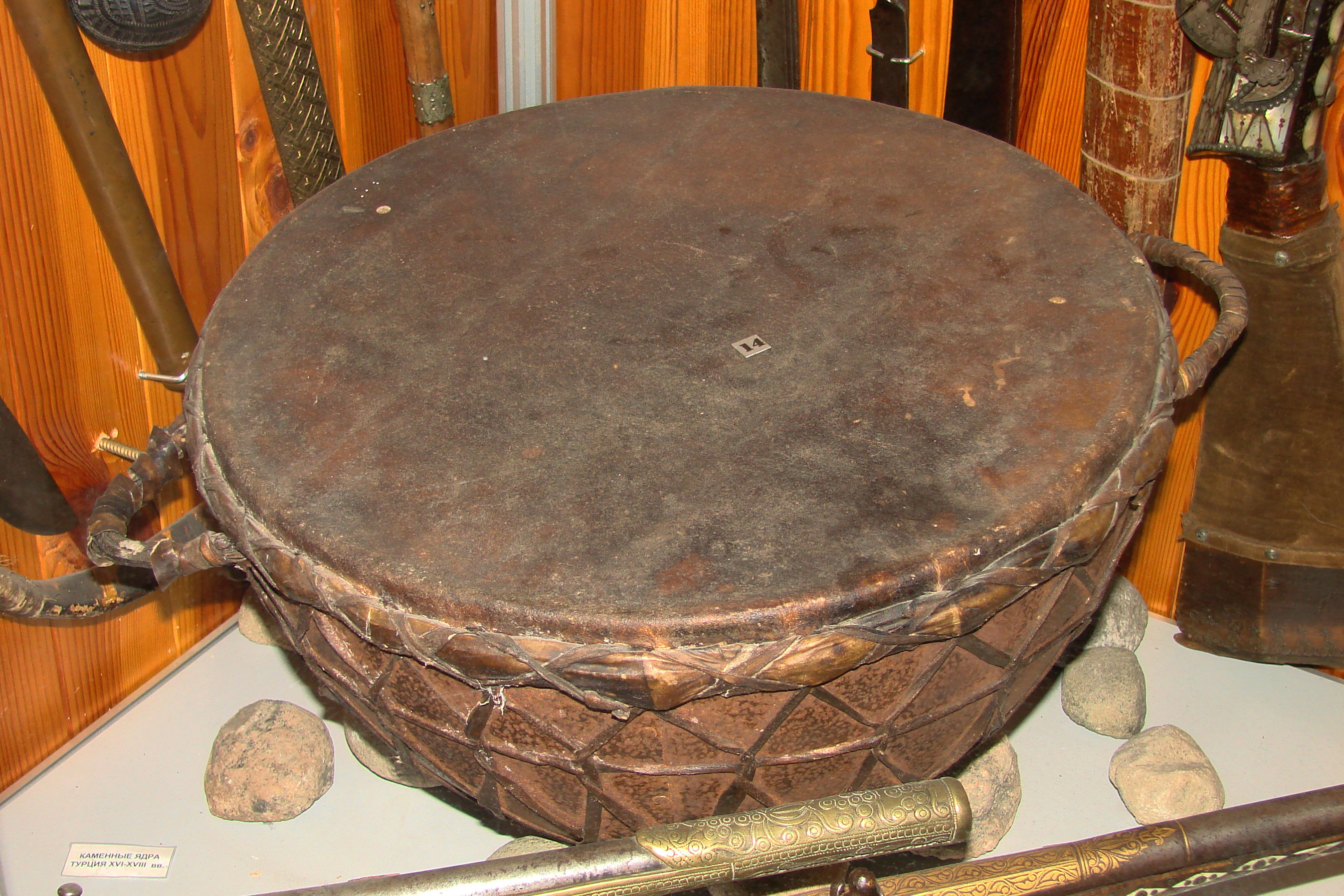
Тулумбас

У двох залах, загальною площею 100 м², представлені такі види історичної зброї: автомати, ножі, пістолети, рушниці, шаблі, багнети, шпаги, кольчуги, карабіни, шашки, тесаки, дірки, чекани, бойові коси, кистені, стилети, сокири, мечі, булави, списи, гвинтівки, самостріли, національна холодна та вогнепальна зброя, антикварна зброя. 
Експозиція музею складається з таких розділів: 
- Зброя кам'яно-мідної доби
- Зброя бронзової доби (3  — 1 тис. років до н. е.)
- Зброя ранньої залізної доби (кіммерійсько-скіфський період, 9  — 3 ст. до н. е.)
- Зброя сарматів. Велике переселення народів, пізні кочівники
- Зброя Київської Русі
- Зброя Західної та Центральної Європи
- Європейські шпаги
- Європейські шаблі
- Зброя українського козацтва
- Зброя народів Сходу: Індо-Іранський регіон, Османська імперія та Середня Азія
- Зброя Японії та Китаю. Південносхідна Азія
- Зброя народів Кавказу
- Зброя Російської імперії та Радянського Союзу
- Мисливські ножі та кортики світу
- Армійські ножі та кинджали, тесаки
- Багнети світу
- Вогнепальна зброя народів світу
- Зброя народів Африки
- Етнографічний розділ: зброя Північної Африки, Америки, Тихоокеанського регіону та інша етнографічна зброя